# MGI Digital Graphic Technology
 (janvier 2012).
Si vous disposez d'ouvrages ou d'articles de référence ou si vous connaissez des sites web de qualité traitant du thème abordé ici, merci de compléter l'article en donnant les références utiles à sa vérifiabilité et en les liant à la section « Notes et références ».

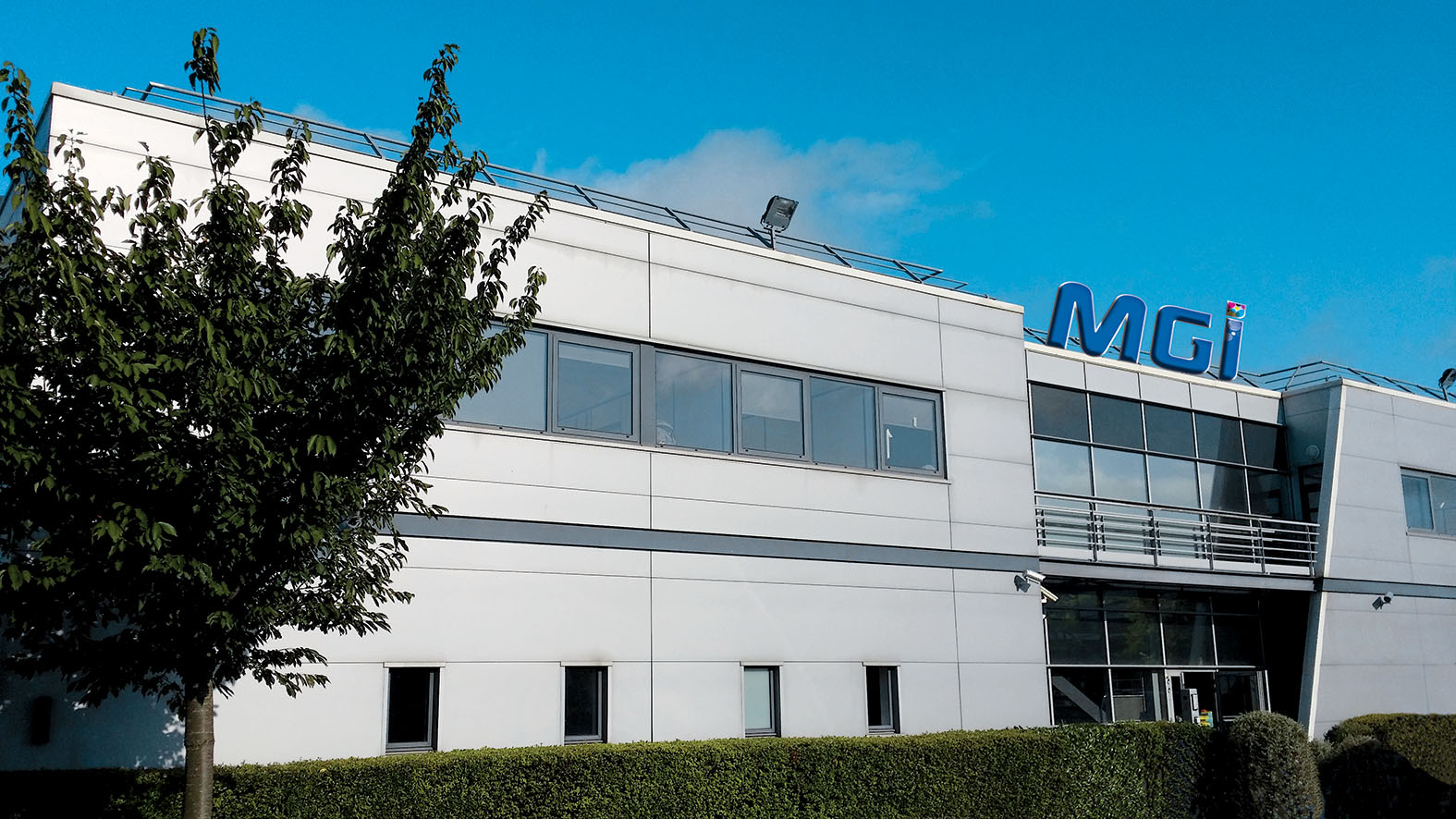
Siège social MGI - Fresnes

MGI Digital Technology est une entreprise française, fondée en 1982. Son siège mondial est situé à Fresnes (Val-de-Marne), en Île-de-France. MGI est cotée en Bourse (NYSE Euronext
) depuis 2006.
 
MGI est spécialisée dans la fabrication d’équipements destinés au marché des Arts Graphiques. Ses produits sont fabriqués en France et exportés dans le monde entier. MGI est une société exportatrice à hauteur de 70 % de son chiffre d'affaires. Son réseau de distribution couvre plus de 70 pays sur les 5 continents.
MGI fait partie du club des 2000 entreprises labellisées « Bpifrance/Oséo Excellence ».
En 2013, elle rachète 100 % du capital de la société CERADROP, le leader français de l'électronique imprimé. Ceci va lui permettre de constituer un pôle de compétences dans le domaine du jet d'encre et de se positionner sur des marchés à forts potentiels d'ici 2015-2020.
En janvier 2014, MGI signe un accord stratégique avec Konica_Minolta Japon qui acquiert 10 % du capital. Au terme de cet accord, les deux sociétés vont coopérer pour développer de nouvelles plateformes d'impression numérique qui seront distribuées dans le monde entier. Le premier produit conjoint est lancé en 2014 et permet aux presses numériques Konica Minolta de disposer d'une solution pour réaliser du vernis sélectif 3D dédié aux plateformes numériques.
Au premier trimestre 2015, la participation dans la société allemande Köra-Packmat se transforme en un rachat complet. MGI obtient le label « Tech 40 »
lancé par EnterNext, pour distinguer les sociétés européennes innovantes cotées sur ses marchés.

## Implantations
- Siège mondial, Fresnes (France)
- Siège USA, Melbourne (Floride) (États-Unis)
- Représentation pour la zone Asie & Pacifique à Singapour (Singapour)
- Filiale CERADROP [5], Limoges (France)
- Filiale Köra-Packmat[6], Villingendorf (Allemagne)

## Produits
La gamme des produits MGI peut se scinder en deux familles distinctes :
- Presses numériques

```
   - presses numériques feuilles utilisant la technologie laser/toner
   - presses numériques feuilles et cartes, utilisant la technologie 
jet d'encre
 UV
```

- Équipements de finition

```
   - vernisseuses UV sélectives et numériques (avec ou sans relief 3D)
   - Modules de dorure à chaud 100 % numériques
   - équipements pour la production de cartes plastiques (format cartes de crédit)
   - équipements pour la finition de feuilles issues du numérique ou de l'offset
```

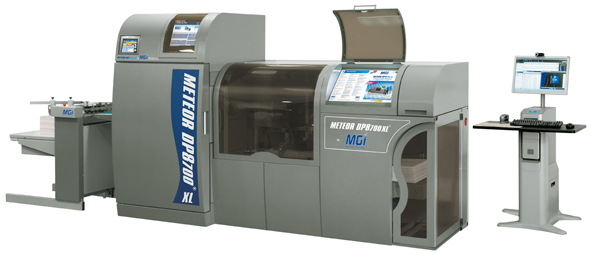
Presse numérique toner
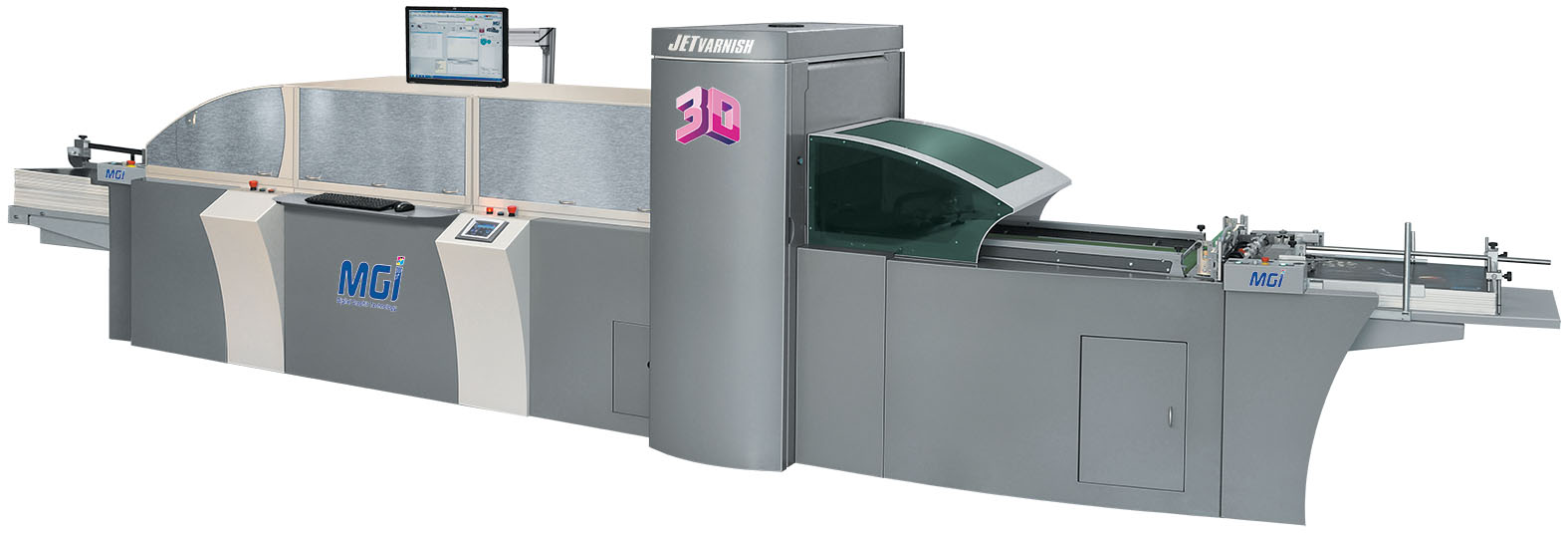
Vernisseuse sélective UV avec effets 3D
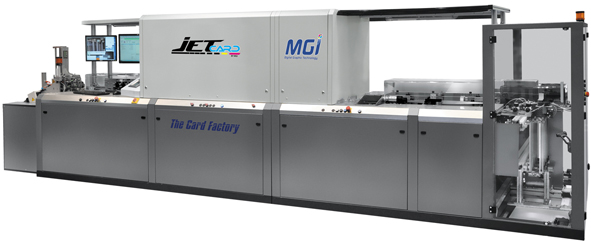
Presse jet d'encre pour cartes plastiques

## Actionnaires
Mise à jour 04/01/2019.
| Lazard Frères Gestion SAS                          | 260 614 | 4,24% |
| Amundi Asset Management SA (Investment Management) | 142 843 | 2,32% |
| Wasatch Advisors, Inc.                             | 80 032  | 1,30% |
| Portzamparc Gestion SA                             | 64 392  | 1,05% |
| Erasmus Gestion SAS                                | 53 676  | 0,87% |
| Norges Bank Investment Management                  | 53 306  | 0,87% |
| BNP Paribas Asset Management France SAS            | 46 230  | 0,75% |
| Uzes Gestion SA                                    | 45 000  | 0,73% |
| Aramea Asset Management AG                         | 45 000  | 0,73% |
| ARK Investment Management LLC                      | 44 342  | 0,72% |